# مونته‌جالدلا
مونته‌جالدلا (به ایتالیایی: Montegaldella) یک کومونه در ایتالیا است که در استان ویچنزا واقع شده‌است. مونته‌جالدلا ۱۳ کیلومترمربع مساحت و ۱٬۸۲۶ نفر جمعیت دارد.